# لازنبی ۱۸۹۶۵
سیارک ۱۸۹۶۵ (به انگلیسی: 18965 Lazenby، نامگذاری:2000QR142) هجده هزار و نهصد و شصت و پنجمین سیارک کشف شده‌است که در ۳۱ اوت ۲۰۰۰ کشف شد.
قدر مطلق سیارک برابر ۱۷٫۰ است.